# Henne Sogn

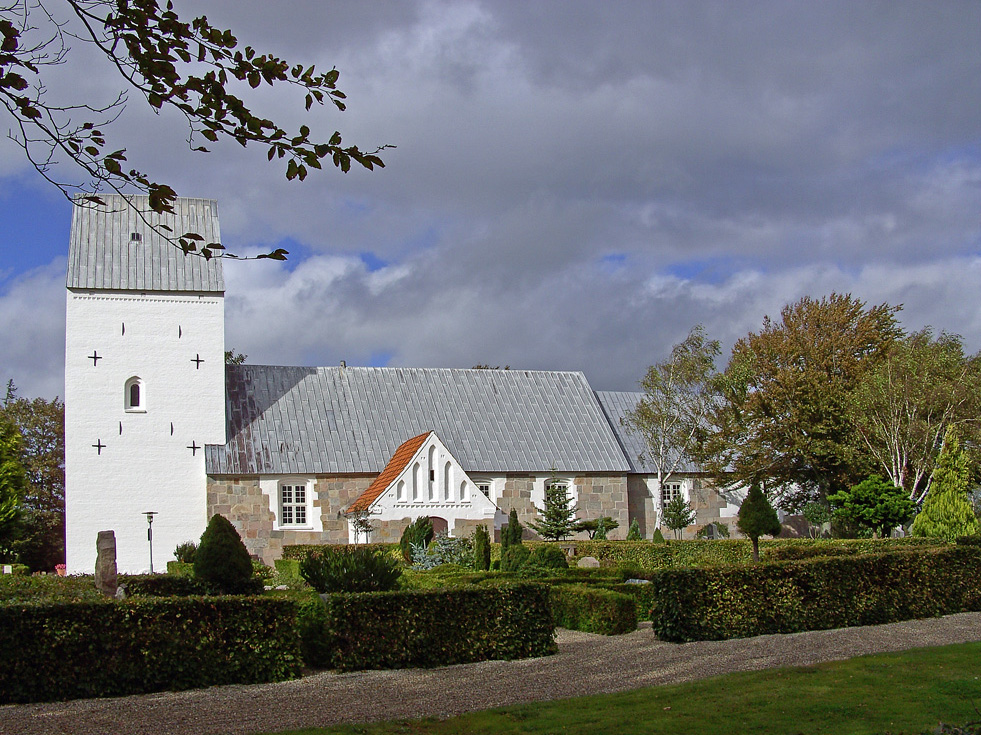
Henne Kirke

Henne Sogn ist eine Kirchspielsgemeinde (dän.: Sogn) an der Nordseeküste im südlichen Dänemark. Bis 1970 gehörte sie zur Harde Vester Horne Herred im damaligen Ribe Amt, danach zur Blaabjerg Kommune im erweiterten Ribe Amt, die im Zuge der  Kommunalreform zum 1. Januar 2007 in der „neuen“  Varde Kommune in der Region Syddanmark aufgegangen ist.
Im Kirchspiel leben 806 Einwohner (Stand:1. Januar 2023). Im Kirchspiel liegt die Kirche „Henne Kirke“.
Nachbargemeinden sind im Norden Lønne Sogn, im Nordosten Nørre Nebel Sogn, im Osten Ovtrup Sogn und im Süden Aal Sogn.